# Aangeplakte vraag
Hoofdzinnen kunnen worden omgezet in vragen door het aanbrengen van de zogenaamde aangeplakte vraag, staartvraag, aanhangselvraag of een tag in een bijzin. In het Engels komt deze constructie (de question tag) zeer vaak voor, omdat hij ook wordt toegepast om beleefdheid tot uitdrukking te brengen; de zin als geheel heet dan een tag question.
Het type hoofdzin bepaalt vaak het type van de aangeplakte vraag in de bijzin: een bevestigende hoofdzin wordt meestal gevolgd door een aangeplakte vraag die een bevestigend antwoord vereist, en een ontkennende hoofdzin wordt meestal gevolgd door een aangeplakte vraag die een ontkennend antwoord vereist. Er is in het Nederlands echter ook een neutrale aangeplakte vraag die om een bevestigend antwoord vraagt na een bevestigende hoofdzin en een ontkennend antwoord na een ontkennende hoofdzin.

## Gebruik

### Neutrale aangeplakte vragen
Dit is de tag hè? Het is veruit de meest voorkomende aangeplakte vraag in het Nederlands, vooral in gesproken taal.
- Jij houdt van voetbal, hè?
- Jij houdt niet van voetbal, hè?

### Na bevestigende hoofdzinnen
"Nietwaar?" en "is het niet?" zijn tamelijk formeel.
- Jullie studeren Nederlands, nietwaar?
- Jij was naar de winkel, of niet?
- Leiden is een mooie stad, niet dan?
- Carnaval is een leuk feest, ja toch?
- Jij houdt van voetbal, is het niet?
- In België spreken ze Nederlands, Frans en Duits, toch?

In het Leidse stadsdialect worden de aangeplakte vragen niet dan? en ja toch? vaak gebruikt en komen ook in combinatie voor om de stelling of wens in de hoofdzin extra te benadrukken: Met mijn verjaardag gaan we een gezellig feestje bouwen, ja toch niet dan?

### Na ontkennende hoofdzinnen
- Jullie gaan dit jaar niet op vakantie, of wel?
- Jij houdt niet van voetbal, is het wel? (gedateerd)
- Jij drinkt geen melk in je koffie, nee toch?

### Insuggestieve vragen
- Die Anne gedraagt zich wel erg verdacht, vind je ook niet?[1]
- Jij was daar, hè?[1]

### Engelse question tags
In Groot-Brittannië wordt de aangeplakte vraag gebruikt om beleefdheid uit te drukken:
- Just open the window, will you? (Doe maar toch het raam open.)